# The Golden Age of Grotesque
The Golden Age of Grotesque je název pátého řadového alba skupiny Marilyn Manson, které vyšlo v roce 2003. Texty parodují swingovou éru třicátých let a Výmarskou republiku. Je to poslední album projektu Marilyna Mansona, na kterém hrál kytarista John 5. Album si vysloužilo rozličné kritiky. Jedni ho počítají k nejlepším albům roku 2003, druzí ho řadí ke slabším albům skupiny.

## Seznam skladeb
1. „Thaeter“ – 1:14 (Manson, Gacy, Skold)
2. „This Is the New Shit“ – 4:19 (Manson, Skold)
3. „Mobscene“ – 3:25 (Manson, 5)
4. „Doll–Dagga Buzz–Buzz Ziggety–Zag“ – 4:11 (Manson, Skold)
5. „Use Your Fist and Not Your Mouth“ – 3:34 (Manson, 5)
6. „The Golden Age of Grotesque“ – 4:05 (Manson, 5)
7. „(s)AINT“ – 3:42 (Manson, 5, Skold)
8. „Ka–boom Ka–boom“ – 4:02 (Manson, 5, Skold)
9. „Slutgarden“ – 4:06 (Manson, 5)
10. „♠“ (označovaná jako Spade) – 4:34 (Manson, 5)
11. „Para–noir“ – 6:01 (Manson, 5, Skold, Gacy, )
12. „The Bright Young Things“ – 4:19 (Manson, 5)
13. „Better of Two Evils“ – 3:48 (Manson, 5, Skold, Gacy)
14. „Vodevil“ – 4:39 (Manson, 5, Skold)
15. „Obsequey (The Death of Art)“ – 1:48 (Manson, Skold)

## Nástrojové obsazení
- Ginger Fish – bicí
- Lily & Pat – zpěv (mOBSCENE a Para–noir)
- Marilyn Manson – zpěv, syntezátor, klávesy
- John 5 – kytary, piano
- Tim Sköld – baskytara, kytara, akordeon